# Mukwe

Karte des Wahlkreises

Mukwe ist eine Ansiedlung im gleichnamigen Wahlkreis am Okavango in der Region Kavango-Ost im Norden Namibias. Im Kreis befinden sich auch die Orte Andara und Bagani sowie die sogenannte Baganibrücke über den Okawango, ein wichtiges Verbindungsglied der Trans-Caprivi-Fernstraße in das weiter östlich gelegene Katima Mulilo.
Mukwe besitzt einen Flugplatz. 
Koordinaten: 18° 2′ S, 21° 26′ O